# 篁村余庆堂
篁村余庆堂位于中国江西省婺源县（旧属安徽省徽州府）沱川乡的篁村，是一座余姓的宗祠，建于明永乐年间（1403～1424年）。门楼正中题写“始基甲第”。
2006年，篁村余庆堂与阳春方氏宗祠、汪口俞氏宗祠、黄村经义堂、洪村光裕堂、西冲敦伦堂、豸峰成义堂七处，是徽州建筑的典型代表，以婺源宗祠之名，被列为第六批全国重点文物保护单位。